# 水鼷鹿
水鼷鹿（学名：Hyemoschus aquaticus）是水鼷鹿属的唯一种，属偶蹄目鼷鹿科。

## 分布
本种分布于非洲中西部（加纳、塞拉利昂、喀麦隆、达荷美、刚果等地）的热带雨林中，可爬树。

## 形态
水鼷鹿是鼷鹿科中成员体型最大的，身长80厘米，体重为十公斤左右。水鼷鹿也是最原始的鼷鹿科成员。